# كووبيو

موقع كووبيو.

شعار كووبيو

كووبيو (Kuopio) مدينة فنلندية يقطنها 92.649 ساكن وبذلك تكون تاسع مدن البلاد من حيث عدد السكان، وهي عاصمة إقليم سافو الشمالية.
يمتد نطاقها البلدي على مساحة 1.728,53 كم²، منها 604,51 تحتلها المياه ونصف غابة. ولا تزيد الكثافة السكانية عن 82 /كم²، ولكن مناطق المدينة الحضرية مأهولة بكثافة عالية جداً (المنطقة الحضرية: 1.617,6/ كم²) فلا يزيد عنها بذلك على الصعيد الوطني سوى العاصمة هلسنكي (المنطقة الحضرية: 1.690,0/ كم²). يبلغ عدد سكان منطقة كووبيو بالكامل 119.472.
استقر أول السكان السافونيين في هذه المنطقة نهاية القرن الخامس عشر، وبنيت أول كنيسة عام 1551. أسس الكونت بر براهي في عام 1653 كووبيو «القرية الكنيسة»، ولكنها ظلت هامشية حتى عام 1775 بمنح الملك غوستاف الثالث إيـّاها صفة المدينة. إبتدءاً من خمسينيات القرن التاسع عشر اختيرت كووبيو مكاناً لإقامة بعض الشخصيات الهامة من الرومانسية القومية، بيد أنها شهدت أهم تطور لها خلال في القرن العشرين. ضـُمت بلدية فـِهمـِرسالمي إلى مدينة كووبيو في غرة يناير 2005 على غرار بلديتي كووبيون مالايسكونتا سنة 1969 وريستافيسي في عام 1973. وضـَمـّت كارتولا إلى كووبيو في عام 2011.
تحيط بحيرة كالافيسي بالمدينة، وعدة أجزاء منها مـٌقامة على جـُزر. تـُستغل واجهات كووبيو المائية الواسعة والجزر أيضاً في مشروع سآريستوكاوبونكي (Saaristokaupunki) أي مدينة أرخبيل، وهو أكبر منطقة سكنية يجري بناؤها في فنلندا حالياً. سوف تستوعب سآريستوكاوبونكي ما مجموعه 14,000 سكن في عام 2015. لن تبعد البيوت أكثر من 500 متراً من أقرب ضفة بحيرة.
تشتهر كووبيو بمساهمتها في الأطعمة الوطنية بطبق معجنات أسماك الفنلندي الشهي كالاكوكو، و باللهجة السافونية، وكذلك بتلة بويو وبرج بويو. إضافة إلى كونه منطقة شعبية جداً للاستجمام في الهواء الطلق، يستخدم بويو أيضاً كمرحلة من المراحل المنافسات السنوية بكأس العالم لتزلج القفز.
تتميز المدينة بميزة فريدة من نوعها على الصعيد الوطني في شبكة شوارعها، حيث أن كل شارع الثانوي هو عملياً للمشاة وراكبي الدرجات ويسمى رانيكاتو أي شارع المزراب. توفر هذه الشوارع للمارة بيئة هادئة بعيداً عن حركة المرور في الشوارع الرئيسية. يعود هذا الإعداد إلى العام 1776 وأول تخطيط للبلدة لبهر كييلمان. تمت إقامة الرانيكاتو أصلا كحاجز للنيران لمنع تأجج أي حريق في مدينة تم بناء معظمها بالأخشاب.
| الجهة                                                    | الطاقم |
| -------------------------------------------------------- | ------ |
| بلدية كووبيو (Kuopion kaupunki)                          | 5 905  |
| مستشفى كووبيو الجامعي (Kuopion yliopistollinen sairaala) | 3 898  |
| جامعة شرق فنلندا (Itä-Suomen yliopisto)                  | 1 732  |
| مجموعة إس (S-ryhmä)                                      | 734    |
| اتحاد تعليم سافو (Savon koulutuskuntayhtymä)             | 706    |
| مستشفى نيوفانييمي (Niuvanniemen sairaala)                | 629    |
| إيتيلا (Itella)                                          | 553    |
| إي اس اس للخدمات (ISS Palvelut Oy)                       | 490    |
| سافونيا للعلوم التطبيقية (Savonia-ammattikorkeakoulu)    | 439    |
| شركة هونيويل (Honeywell Oy)                              | 370    |
| صحيفة كسميسوومالاينن (Keskisuomalainen)                  | 296    |
| كيسكو (Kesko Oyj)                                        | 296    |
| تييتو (Tieto Oyj)                                        | 288    |
| مجموعة مصارف أوب-بوهيولا (OP-Pohjola)                    | 265    |
| لمينكاينن (Lemminkäinen Oyj)                             | 263    |

يقع المقر الرئيسي للكنيسة الأرثوذكسية الفنلندية في كووبيو، حيث يقيم كبيرها أسقف كاريليا وعموم فنلندا الأسقف ليو. أكبر كنائس فنلندا الكنيسة الإنجيلية اللوثرية لها أبرشية في كووبيو برعاية الأسقف فيلي رييكينن.
تشمل المواصلات إلى كووبيو قطارات بندولينو والخدمات الجوية من مطار كووبيو فين إير وبلو وان وفنكوم (للرحلات الداخلية إلى مطار هلسنكي فانتا)، وايربالتك (الدولية إلى ريغا).
تعتبر ساونا ياتكانكامبا الأكبر في العالم. وتقع بالقرب من البحيرة في معسكر سابق لقاطعي الأخشاب. وتبلغ سعتها 60 شخصا (و يمكن أن تصل إلى 130).

## الاسم
تعددت تفسيرات اسم كووبيو. أولها هو أن شخصاً نافذاً يدعى كاوهانن (Kauhanen) في القرن السادس عشر في تافينسالمي غيـّر اسمه إلى سكوبا وكانت الناس تنطقه كوبيا (Coopia) وأخيراً كووبيو (Cuopio). ويرى تفسير الثاني أنه أتى من الفعل كووبيا (kuopia) والذي يعني مثلاً، يحفر حصان الأرض بحافره. ونظرية ثالثة ترى أنه جاء من اسم رجل كاريلي يـُدعى (Prokopij) من روكولهتي في العصور الوسطى، وهو التفسير الأكثر احتمالا بدعم من معهد بحوث لغات فنلندا.

## التعليم والأعمال
ظلت كووبيو دائما مدينة تعليمية. تأسست في كووبيو بعض من أولى المدارس التي قدمت التعليم باللغة الفنلندية (مثل مدرسة للمكفوفين في عام 1871، وكلية التجارة عام 1887). 
| الجامعة                      | الطلبة |
| ---------------------------- | ------ |
| جامعة فنلندا الشرقية         | 6 229  |
| جامعة سافو للعلوم التطبيقية  | 5 000  |
| جامعة هوماك للعلوم التطبيقية | ~150   |
| أكاديمية سيبيليوس            | ~100   |

حالياً أهم المؤسسات بها هي جامعة شرق فنلندا، وجامعة سافو للعلوم التطبيقية، كلية سافو الشمالية التدريب المهني وفرع كووبيو من أكاديمية سيبيليوس.
كووبيو معروفة كمركز قوي بالصحة (مثلاً لديها أكبر معدل التحاق سنوي لطلبة الطب في فنلندا) والصيدلة والبيئة والأكل والتغذية (جميع المتخصصين بدراسة التغذية الصحية السريرية والعامة المُجازين في فنلندا متخرجون من جامعة شرق فنلندا) والسلامة (يتركز تعليم خدمات الطوارئ في كووبيو) ومهن الرعاية الاجتماعية، لكون منظمات الرئيسية كجامعة كووبيو وجامعة سافو للعلوم التطبيقية وتكنوبولس كووبيو الموجهة بشكل خاص لتلك المناطق.
هناك في كووبيو نحو 4200 مؤسسة، منها ما يقرب من 180 من شركات التصدير. توفر حوالي 45000 فرصة عمل.

## الناس والثقافة

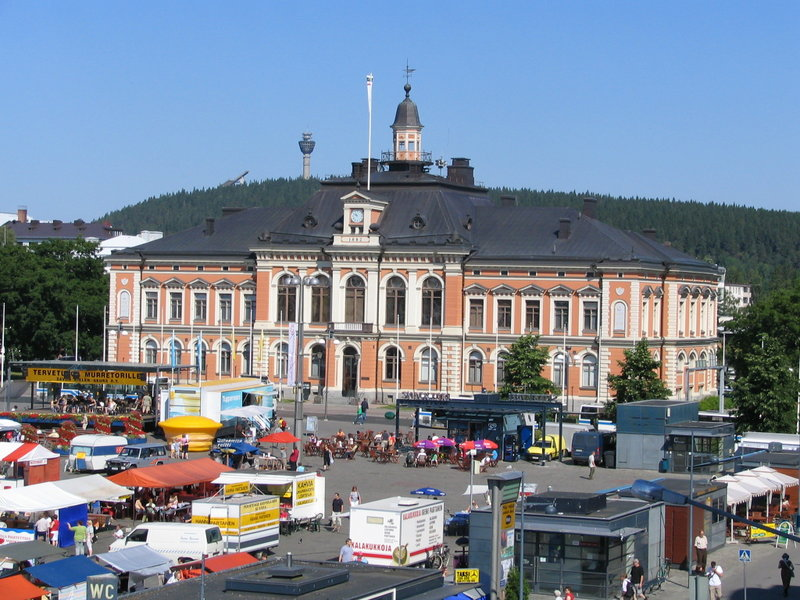
بلدية كووبيو (بـُنيت 1882–1886) في يومٍ صحو.

كووبيو معروفة بأنها المركز الثقافي لفنلندا الشرقية. تتواجد مجموعة واسعة من مؤسسسات التعليم الموسيقي (دراسات من مستوى رياض الأطفال حتى درجة الدكتوراه) والرقص والحياة الثقافية النشطة. من الفاعليات البارزة: مهرجان أنتي للفن المعاصر، مهرجان كووبيو للرقص، كووبيو روكوك، مهرجان كووبيو للنبيذ وماراثون فنلندا الجليدي. مطعم سامبو مكان بارز للاستمتاع بنكهة حياة كووبيو المحلية والغذاء، وهو مطعم أسماك محبوب من السكان المحليين والسياح على حد سواء.
لأهالي كووبيو سمعة خاصة في فنلندا : فهم معروفون بالبشاشة والمزاح اللفظي. في الثقافة السافوية توضع المسؤولية على عاتق المستمع لتفسير القصة. لطالما عانى سكان منطقة كووبيو وفنلندا الشرقية العديد من المشاكل الصحية وكانت معدل الوفيات أعلى من المتوسط في فنلندا. لهذا السبب، وُضـِع بها مركز إقليمي لدراسات الصحة العامة. كان مشروع كاريليا الشمالية لجامعة كووبيو بالتنسيق مع المعهد الوطني للصحة العامة ومنظمة الصحة العالمية، في بداية السبعينات إحدى أولى خطواتها نحو البحث على مستوى عالمي.
ما بعد العام 2000، وضعت كووبيو بمركز جيد للغاية في عدد مسوحات حول الصورة والشعبية وجاذبية المدن. في عام 2007 كانت في المرتبة الثالثة وراء تامبيري وأولو.
كووبيو هي مقر الكنيسة الأرثوذكسية الفنلندية. وهي خلية مستقلة داخل الولاية المستقلة ذاتياً لبطريركية القسطنطينية. وهو التيار الرئيسي الأرثوذكسي الوحيد الذي يحتفل بعيد الفصح حسب التقويم اللاتيني. نجح الأسقف الراحل بولس في إنتاج أدب لاهوت شعبي.

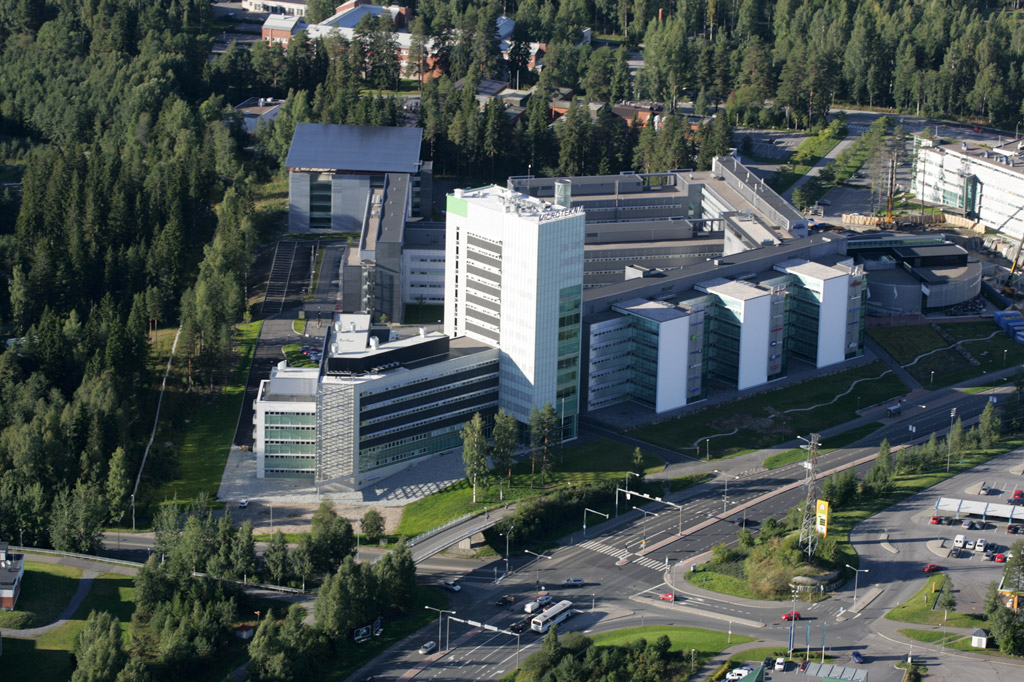
مركز تكنوبوليس كوبيو للتكنولوجيا في يقع حديقة كوبيو للعلوم.

كما تضم المدينة أول دير للبوذية البورمية في فنلندا، ويدعى دير بوذا دهاما رمسي.

## شخصيات بارزة
| - يوهاني أهو - مارتي أهتيسآري - مينا كانت - بكا هالونن - ماركو هييتالا - زاكاري هييتالا - ياني تولسا - أولي يوكينن - سامي كابانن - هانس كولهماينن - لاسي لهتينن - بآفو ليبونن | - سبيدي باسانن - فيلي رييكينن - يوهو ريسانن - آرنو روسوفووري - أوليس روتكونن - توومو سايكونن - يوهان فيلهلم سنلمان - كيمو تيمونن - ييني فارتياينن - فريدولف فيورلاندر - ديميليش، فرقة موسيقى الميتال - الإخوة فون فريكت، ماغنوس، فيلهلم وفرديناند |

## الرياضة في كووبيو

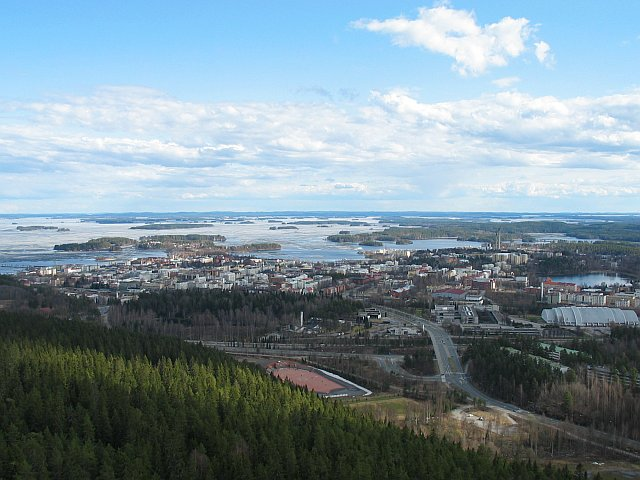
كوبيو من برج بويو.

حاولت كووبيو استضافة دورة الألعاب الأولمبية الشتوية 2012 للشباب، مهرجان الشباب الرياضي في تقليد الألعاب الأولمبية. ودخلت الدور النهائي في نوفمبر 2008، ولكنها خسرت في نهاية المطاف أمام إنسبروك النمسا. واعتبرت صورة كووبيو كمدينة صغيرة مع جامعة كبيرة وكثير من الشباب النشط نموذجاً للمدينة التي تسعى اللجنة الأولمبية الدولية لأن تستضيف الألعاب.
- كاليفان بالو (هوكي الجليد)
- نادي كووبيو (كرة القدم)
- بويون هيهتوسيورا (التزلج والقفز للتزلج، ثنائي الشمال، البياتلون)
- بويون بيسس (بيسابالو)
- نادي كووبيو للجمباز (Kuopion Reippaan voimistelijat)
- ماراثون فنلندا الجليدي (حدث للتزلج على الجليد)
- كووبيو ستيلرز (كرة القدم الاميركية)

## العلاقات الدولية

### التوأمة
مدينة كووبيو متوأمة مع:

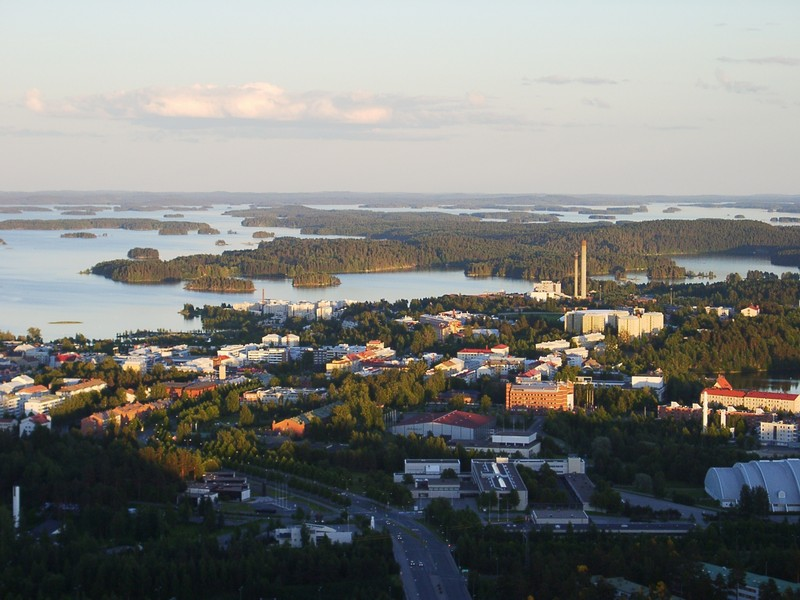
كووبيو من برج بوييو

| - جيور، المجر - مينيابوليس، مينيسوتا الولايات المتحدة - وينيبيغ، كندا - يونشوبينغ، السويد - بودة، النرويج - زفندبورغ، الدنمارك - بيتكيارانتا، روسيا | - بسكوف، روسيا - كاستروب راوكسل، ألمانيا - غيرا، ألمانيا - بيسانسون، فرنسا - أوبولي، بولندا - كرايوفا، رومانيا |

## وصلات خارجية
- الموقع الرسمي لمدينة كووبيو
- KuopioInfo – موارد متنوعة حول مختلف المزارات المتعلقة بالتاريخ والحياة في كووبيو
- بانوراما 360° عن سوق كووبيو
- جامعة سافونيا للعلوم التطبيقية
- جامعة كووبيو
- تكنوبولس كووبيو
- استثمر في كووبيو - نشرة
- صور الأقمار الصناعية عبر خرائط غوغل